# Fluoreto
Em química, fluoreto é a forma iônica do fluor. Como todos os demais halogênios, o fluor forma um íon de carga monovalente negativo. O fluoreto (F−1) forma um composto binário com outro elemento ou radical. Os exemplos de compostos comuns de fluoreto incluem ácido fluorídrico (HF), fluoreto de sódio (NaF) e hexafluoreto de urânio (UF6).

## Ocorrência
Soluções de fluoretos inorgânicos em água contêm F- e biflorueto (HF2)-. Poucos fluoretos inorgânicos são solúveis em água sem que sofram significativa hidrólise.
Fluoretos não ocorrem apenas em rochas. Há evidência de fluoretos também em exoesqueletos de algumas espécies de krill, crustáceos menores que o camarão distribuídos pelos oceanos do mundo.[carece de fontes?]

### Minerais de fluoretos
- Criolita
- Fluorita